# Poulett Somerset
Poulett George Henry Somerset (19 juin 1822 - 7 septembre 1875) est un militaire britannique et un homme politique du Parti conservateur. 

## Biographie
Il est le fils aîné de Charles Somerset et de Mary Poulett, sa deuxième épouse. Il fait ses études au Collège d'Eton et au Collège militaire royal de Sandhurst. 
Il est nommé membre des Coldstream Guards en 1839. 
Le 15 avril 1847, il épouse Barbara Augusta Norah Mytton (décédée le 4 juin 1870), fille de John Mytton (en), dont il a deux fils et une fille: 
- Cecily Mary Caroline Somerset (20 novembre 1852 - 30 décembre 1862)
- Vere Francis John Somerset (20 décembre 1854 - 10 octobre 1909), épouse Annette Katherine Hill
- Henry Charles Fitz Roy Somerset (23 août 1860 - 28 juillet 1925)

Il sert d'Aide de camp à son oncle, Lord Raglan, pendant la Guerre de Crimée. Il combat à l'Alma, Balaclava et Inkermann. À Inkermann, son cheval est tué sous lui par un obus. Il sert au siège de Sébastopol et devient chevalier de l'Ordre du Bain pour ses services en Crimée en 1855, ainsi que chevalier de l'Ordre du Médjidié de 4e classe. 
En 1859, il est élu député pour le Monmouthshire après la démission de son cousin Edward Arthur Somerset. Il occupe ce siège jusqu'en 1871, date à laquelle il devient l'intendant des Chiltern Hundreds. 
Le 10 septembre 1870, il épouse Emily Moore, dont il a une fille: 
- Cecily Emily Poulett Somerset (1871 - 19 juin 1951), épouse le capitaine William Francis Annesley Wallace le 7 avril 1896

Il meurt en 1875 et est enterré dans la nef de la Cathédrale de la Sainte-et-Indivisible-Trinité de Bristol. 